# Nabil Bouchlal
Nabil Bouchlal, né le 2 août 1974 à Tilbourg, est un footballeur néerlando-marocain évoluant au poste d'attaquant. Il possède la double nationalité marocaine et néerlandaise.

## Biographie
Bouchlal commence le football dans un club amateur de Tilbourg, le VV SVG. Il est très vite repéré par les scouts de l'académie du Willem II Tilburg. En 1985, il intègre l'académie et passe sept ans dans la catégorie des jeunes, avant de faire ses débuts avec les pros en 1992. Évoluant pendant quatre saisons avec le club néerlandais, Nabil Bouchlal a du mal à intégrer une place de titulaire. 
Il signe alors un contrat de deux ans en deuxième division néerlandaise, avec l'équipe du Helmond Sport, où il trouve finalement une place de titulaire. Toutefois, en 1998, le club tombe en faillite, et Bouchlal se voit contraint de quitter le club. 
Nabil Bouchlal poursuit ensuite sa carrière de footballeur dans les clubs amateurs de l'Unitas '59, du Kozakken Boys et de l'Achilles Veen.
En 2019, Nabil Bouchlal est nommé entraîneur du club du VV Kerkwijk.
Le bilan de la carrière professionnelle de joueur de Nabil Bouchlal s'élève à 34 matchs en Eredivisie (D1), pour trois buts inscrits, et 27 matchs en Eerste Divisie (D2), pour deux buts marqués.